# Lestinogomphus
Lestinogomphus – rodzaj ważek z rodziny gadziogłówkowatych (Gomphidae). Obejmuje gatunki występujące w Afryce Subsaharyjskiej.

## Morfologia
Są to małe ważki różnoskrzydłe (długość tylnego skrzydła mieści się w przedziale 17–23 mm) o smukłym odwłoku i wąskich skrzydłach; przypominają ważki równoskrzydłe (nazwa rodzajowa pochodzi od Lestes w rodzinie pałątkowatych). Segment odwłoka S10 u obu płci jest wydłużony i zgięty w dół podczas spoczynku, jest on o ponad połowę dłuższy od segmentu S9 (i to nie uwzględniając przydatków odwłokowych). Ubarwienie ciała jest głównie zielone do żółtawego z niewyraźnymi brązowymi i czarniawymi znaczeniami.

## Systematyka
Rodzaj ten utworzył w 1911 roku francuski entomolog René Martin dla nowo opisanego przez siebie gatunku Lestinogomphus angustus (jako datę publikacji pierwszego opisu wskazuje się też rok 1912). Do końca XX wieku opisano łącznie 4 gatunki. Obecnie (2025) do rodzaju zaliczanych jest 10 gatunków, a prawdopodobnie istnieje jeszcze kilka nieopisanych. Taksonomia w obrębie rodzaju jest zagmatwana z powodu słabej jakości materiału typowego u niektórych gatunków, np. u męskiego holotypu L. africanus brak segmentów odwłoka S4–10, a holotypem L. minutus jest samica (samiec pozostaje nieznany).

### Podział systematyczny
Do rodzaju należą następujące gatunki:
- Lestinogomphus africanus (Fraser, 1926)
- Lestinogomphus angustus Martin, 1911
- Lestinogomphus calcaratus Dijkstra, 2015
- Lestinogomphus congoensis Cammaerts, 1969
- Lestinogomphus matilei Legrand & Lachaise, 2001
- Lestinogomphus minutus Gambles, 1968
- Lestinogomphus nefrens Dijkstra & Mézière, 2015
- Lestinogomphus obtusus Dijkstra, 2015
- Lestinogomphus silkeae Kipping, 2010
- Lestinogomphus venustus Dijkstra & Mézière, 2015